# Dyrżawno pyrwenstwo w piłce nożnej (1930)
Dyrżawno pyrwenstwo (1930) było 6. edycją najwyższej piłkarskiej klasy rozgrywkowej w Bułgarii. W rozgrywkach brało udział 9 zespołów. Tytułu nie obroniła drużyna Botew Płowdiw. Nowym mistrzem Bułgarii został zespół Slawia Sofia.

## 1. runda
- Władysław Warna – Slawa Jamboł 7 – 1
- Rakowski Ruse – Han Omurtag Szumen 0 – 6
- Etyr Tyrnowo – Wiktoria 23 Widin 6 – 2
- Krakra Pernik – Slawia Sofia 0 – 4

## Ćwierćfinały
- Władysław Warna – Han Omurtag Szumen 4 – 2
- Slawia Sofia – Etyr Tyrnowo 4 – 2

## Półfinał
- Slawia Sofia – Botew Płowdiw 2 – 1(po dogr.)

## Finał
- 3 października 1930:
Slawia Sofia – Władysław Warna 4 – 1

Zespół Slawia Sofia został mistrzem Bułgarii.